# Ursus (película)
Ursus es una película hispano-italiana del género péplum rodada en España. Fue dirigida por Carlo Campogalliani, y contó en los papeles principales con los actores Ed Fury y María Luisa Merlo (acreditada como Mary Merlón en la edición internacional).
Ursus se rodó como respuesta al éxito de la producción de 1958 Hércules. Se estrenó el 1 de febrero de 1961. 
Esta es la segunda de las películas dedicadas específicamente a Ursus, personaje de ficción de la novela Quo Vadis?. En ella, la importancia del forzudo es muy secundaria: es el robusto criado de la cristiana Ligia, a la que salva tras luchar con el toro al que ha sido atada. El tratamiento que se da al personaje en la adaptación cinematográfica de 1951 es muy similar. La primera película dedicada en especial al personaje, llamada también Ursus, se había hecho en 1922, dirigida por Pio Vanzi y con Bruto Castellani representando al héroe. 
La protagonista femenina de la película de Campogalliani, Doreide, también está inspirada en el personaje de otra novela: en este caso, en la esclava ciega Nydia, de la obra de Edward Bulwer Lytton Los últimos días de Pompeya. 
Se incluyó en la película de Campogalliani una escena de lucha con un toro como guiño al origen literario del protagonista. 
El resultado de esta producción fue un gran éxito en Italia, por lo que el realizador Carlo Campogalliani retomó a este personaje tal y como había hecho con Maciste en El gigante del Valle de los Reyes o Maciste en el Valle de los Reyes (Maciste nella Valle dei Re, 1960). 

## Argumento

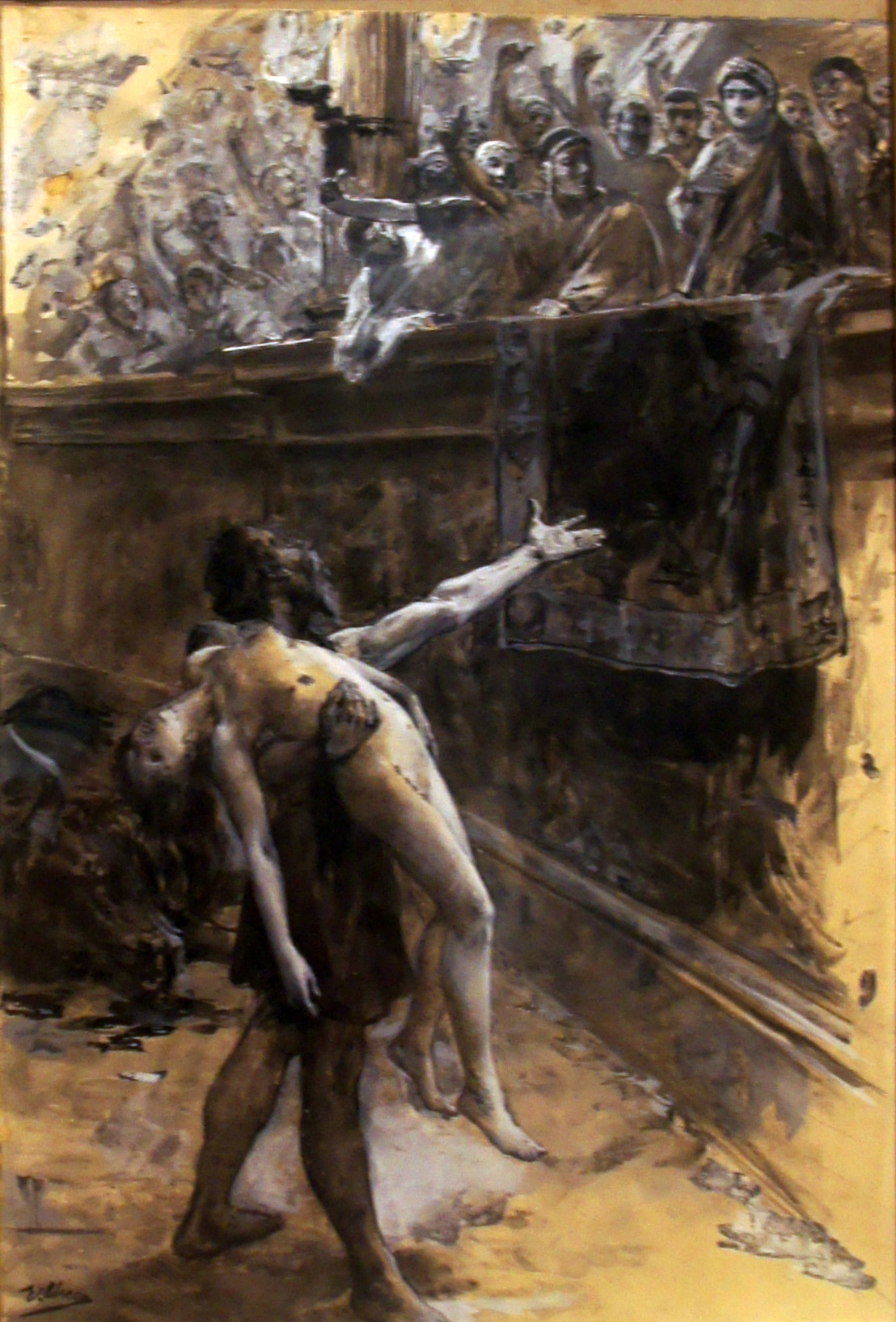
Ursus (Ulpiano Checa)

Ursus vuelve victorioso de la guerra para casarse con su prometida Actea. Una vez llega a casa, una joven amiga de la infancia, Doreide, que ha sido vendida como esclava y cegada, le confiesa que su amada ha sido secuestrada y su padre asesinado. Gracias a que la joven ciega reconoce la voz de los malhechores, el héroe descubre que el culpable de la muerte ha sido el tirano Setas, quien, además, mantiene secuestrada a la novia del héroe. Este, buscándola, llega a una isla donde ella se ha convertido en reina y ya no se interesa por él.

## Reparto
- Actea: Moira Orfei.
- Adelfo, jefe de guardias: Antonio Gil.
- Ángela: Eliana Grimaldi.
- Un caravanero: Nino Fuscagni.
- Cleonte, el posadero: Robert Camardiel.
- Doreide: María Luisa Merlo (como Mary Marlon).
- Fílide: Soledad Miranda.
- Magali: Cristina Gaioni.
- Mok, el sumo sacerdote: Rafael Luis Calvo.
- Myriam: Mariangela Giordano.
- Quimo, el mercader: Mario Scaccia.
- Setas: Luis Prendes.
- Ursus: Ed Fury.

## El filón de Ursus
La importancia del personaje llegaría posteriormente, al ser tomado como protagonista de una saga de producciones del género péplum, unas italianas y otras hispano-italianas, inaugurada por esta de 1961, aunque el personaje solo toma de su predecesor literario el nombre y poco más.
Se harían estas películas:
- 1961: La venganza de Ursus (La vendetta di Ursus), de Luigi Capuano, con Samson Burke.

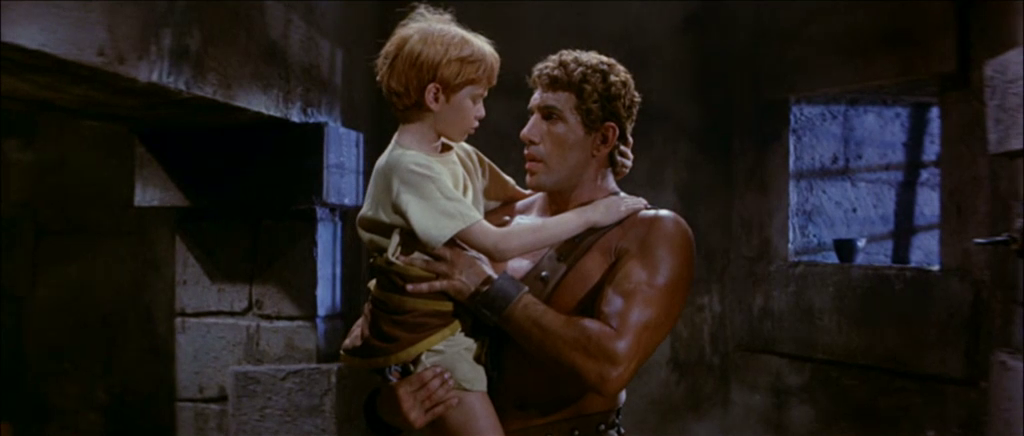
Roberto Chevalier y Samson Burkeen un fotograma de La venganza de Ursus (1961).

- 1962: Ursus en el valle de los leones (Ursus nella valle dei leoni), de Carlo Ludovico Baraglia, con Ed Fury, Mariangela Giordano, Moira Orfei y Alberto Lupo.
- 1962: La hija de Solimán o Ursus y la muchacha tártara (Ursus e la ragazza tartara), de Remigio del Grosso, con Joe Robinson, Yoko Tani y Akim Tamiroff (en el papel del Gran Kan).
- 1963: Ursus el gladiador rebelde (Ursus gladiatore ribelle), de Domanico Paloella, con Dan Vadis.
- 1963: Ursus en la tierra del fuego (Ursus nella terra di fuoco), de Giorgio Simonelli, con Ed Fury.
- 1964: Ursus el terror de los kirgueses (Ursus il terrore dei Kirghisi), de Antonio Margheriti, con Reg Park, Mirelli Granelli y Ettore Manni.
- 1964: Combate de gigantes (Ercole, Sansone, Maciste e Ursus gli invincibili), de Giorgio Capitani, con Yann Larvor. En esta, el actor español Conrado San Martín representó a un marino.
- 1964: Los tres invencibles (Gli invincibili tre), de Gianfraco Parolini, con Alan Steel, que había representado a Hércules en la anterior.